# Comox Glacier
Comox Glacier är en glaciär i Kanada.   Den ligger i provinsen British Columbia, i den sydvästra delen av landet, 3 700 km väster om huvudstaden Ottawa. Comox Glacier ligger 1 832 meter över havet.
Terrängen runt Comox Glacier är huvudsakligen bergig. Comox Glacier ligger uppe på en höjd. Runt Comox Glacier är det mycket glesbefolkat, med 3 invånare per kvadratkilometer.. Det finns inga samhällen i närheten. 
I omgivningarna runt Comox Glacier växer i huvudsak barrskog.